# Tällagölen
Tällagölen är en sjö i Uppvidinge kommun i Småland och ingår i Emåns huvudavrinningsområde. Sjön är 11 meter djup, har en yta på 0,051 kvadratkilometer och befinner sig 270 meter över havet.